# Joanna Schiller-Walicka
Joanna Helena Schiller-Walicka, z domu Schiller de Schildenfeld (ur. 8 stycznia 1957 w Krakowie) – polska historyczka, doktor habilitowana nauk humanistycznych.

## Życiorys
Ukończyła XLXIX Liceum Ogólnokształcące im. Zygmunta Modzelewskiego w Warszawie. W latach 1975–1979 studiowała historię na Wydziale Historycznym Uniwersytetu Warszawskiego. Po stażu w Bibliotece Polskiej Akademii Nauk, od 1980 r. pracuje w Instytucie Historii Nauki PAN – od 2003 r. jako kierownik Sekcji Dziejów Oświaty; od 2008 r. na stanowisku docenta. W latach 2002–2014 wykładała w Uniwersytecie Kardynała Stefana Wyszyńskiego, na Wydziale Nauk Pedagogicznych – od 2009 r. na stanowisku profesora. 
Jest członkiem założycielem Towarzystwa Historii Edukacji; członkiem Polsko-Rosyjskiej Komisji Historycznej PAN–RAN; Komisji Badań nad Historią Syberii; od 2007 r., jest członkiem Komitetu Kasy im. Józefa Mianowskiego – Fundacji Popierania Nauki, od 2009 r. jej sekretarzem. Redaktor naczelna „Rozpraw z Dziejów Oświaty”, członek komitetu redakcyjnego Monografii z Dziejów Oświaty. Zajmuje się historią oświaty XIX w. – szkolnictwem średnim i wyższym w Królestwie Polskim i w Rosji.

## Ważniejsze publikacje
- Nauki humanistyczne na Uniwersytecie Warszawskim. Pierwsze stulecie 1816–1915, Warszawa 2020, ss. 267, Seria Monumenta Universitatis Varsoviensis 1816–2016.
- Cesarski Uniwersytet Warszawski: między edukacją a polityką 1869–1917, [w:] Dzieje Uniwersytetu Warszawskiego 1816–1915. Monumenta Universitatis Varsoviensis 1816–2016, red. T. Kizwalter, Warszawa 2016, s. 557–703.
- Universitas rossica. Koncepcja rosyjskiego uniwersytetu 1863-1917, Warszawa 2007, ss. 710. Seria Monografie z Dziejów Oświaty, t. XLI[2]
- Portret zbiorowy nauczycieli warszawskich publicznych szkół średnich 1795-1862, Warszawa 1998, ss. 488. Seria Monografie z Dziejów Oświaty, t. XXXIX[3]
- Historia nauki polskiej. Bibliografia dotycząca treści tomów III i IV, Warszawa 1986, ss. 209.
- Historia. Społeczeństwo. Wychowanie. Księga pamiątkowa dedykowana Profesorowi Józefowi Miąso, red. K. Bartnicka, J. Schiller, Pułtusk 2004, ss. 548.
- Instytut Historii Nauki Polskiej Akademii Nauk w latach 1953-2003. Księga jubileuszowa z okazji pięćdziesięciolecia działalności, red. J. Schiller, L. Zasztowt, Warszawa 2004, ss. 507.
- Aleksandr Lwowicz Błok (1852-1909) – portret niespełnionego człowieka i uczonego, „Kwartalnik Historii Nauki i Techniki” 2009, nr 1, s. 11-33.
- Początki kształcenia uniwersyteckiego w Rosji – Petersburski Uniwersytet Akademicki, „Rozprawy z Dziejów Oświaty” 2009, t. XLVI, s. 147-170.
- Cesarski Uniwersytet Warszawski – rusyfikacja czy zbliżenie dwóch słowiańskich narodów?, „Artes Liberales. Zeszyty Naukowe Akademii Humanistycznej imienia Aleksandra Gieysztora” R. II, Pułtusk 2007 [druk: 2008], s. 77-87.
- Profesorowie Cesarskiego Uniwersytetu Warszawskiego wobec wydarzeń rewolucji 1905 roku, „Nauka Polska” 2008, s. 75-97.
- Tadeusza Zielińskiego koncepcja reformy rosyjskich uniwersytetów, „Kwartalnik Historii Nauki i Techniki” 2006, nr 3-4, s. 57-89.
- Imperial University of Warsaw – Russification or Repprochement of the two Slavic Nations?, “Organon” 2005, no 34, s. 181-193.